# كيس كايزر
كيس كايزر (بالهولندية: Cees Keizer)‏ (8 يناير 1986 في هولندا - ) هو لاعب كرة قدم هولندي في مركز الوسط. لعب مع أياكس أمستردام وبي إي سي زفوله وفيتيسه آرنهم ونادي فولندام وتوب أوس.

## وصلات خارجية
- كيس كايزر على موقع قاعدة بيانات كرة القدم.إي يو (الإنجليزية)
- كيس كايزر على موقع Soccerway.com (الإنجليزية)